# Cossura brunnea
Cossura brunnea är en ringmaskart som beskrevs av Fauchald 1972. Cossura brunnea ingår i släktet Cossura och familjen Cossuridae. Inga underarter finns listade i Catalogue of Life.